# چهچهه‌زن‌ها
چهچهه‌زن‌ها (نام علمی: Hypocnemis) نام یک سرده از تیره مورچه‌مرغ است.

## گونه‌ها
- مورچه‌مرغ چهچهه‌زن گویان،  Hypocnemis cantator
- مورچه‌مرغ چهچهه‌زن ایمری،  Hypocnemis flavescens
- مورچه‌مرغ چهچهه‌زن پرو،  Hypocnemis peruviana
- مورچه‌مرغ چهچهه‌زن سینه‌زرد،  Hypocnemis subflava
- مورچه‌مرغ چهچهه‌زن روندونیا،  Hypocnemis ochrogyna
- مورچه‌مرغ چهچهه‌زن اسپیکس،  Hypocnemis striata
- مورچه‌مرغ چهچهه‌زن مانیکوره،  Hypocnemis rondoni
- مورچه‌مرغ ابروزرد،  Hypocnemis hypoxantha